# Гошкодеря Валерій Анатолійович
Валерій Анатолійович Гошкодеря (нар. 1 листопада 1959, Кіровоград — пом. 13 березня 2013) — радянський та український футболіст, захисник. Майстер спорту СРСР. Батько футболіста Віталія Гошкодері.

## Біографія
Народився 1 листопада 1959 року в Кіровограді. Вихованець місцевої футбольної школи, розпочав виступи в складі «Зірки».
З 1980 року виступав за донецький «Шахтар». Провів за «гірників» більш ніж 200 матчів. Двічі був фіналістом Кубка СРСР. У 1984 році завоював із «Шахтарем» Кубок сезону та був удостоєний звання «Майстер спорту СРСР». Зіграв 5 матчів за молодіжну збірну СРСР. (1981–1982).
Після розпаду СРСР виступав за польські «Сталь» (Стальова Воля) та «Балтик», після чого повернувся в Україну, де і завершив кар'єру в першоліговому «Шахтарі» (Макіївка).
Завершивши кар'єру гравця, працював тренером у командах «Металург» (Донецьк), «СКА-Енергія» (Хабаровськ).
13 березня 2013 року помер на 54 році життя.

## Досягнення
- Володар Кубка Сезону СРСР: 1983